# 다카사키시
다카사키시(일본어: 高崎市)는 일본 간토 지방 북서부, 군마현 남서부에 있는 시이다.
도시는 1900년 4월 1일에 설립되었다. 2001년에 특례시로 지정되었고, 2011년 4월에는 중핵시로 지정되었다. 인접한 현청 소재지 마에바시시에 비해 교통이 편리하여 현청 소재지가 아님에도 불구하고 군마현에서 가장 인구가 많은 도시이며, 마에바시시와 역사적 라이벌 관계이기도 하다.

## 지리
간토평야 북서부에 위치한다. 서단은 나가노현 기타사쿠군 가루이자와정, 동단은 사이타마현 고다마군 가미사토정과 접하며 군마현 남서부를 거의 횡단하는 형태이다.
시내에는 아카기산, 하루나산, 묘기산 등 "조모 3산"이 있다. 특히 하루나산 남쪽은 대부분이 다카사키시에 포함된다. 또 시내에는 도네강, 가라스강, 우스이강 등 큰 1급 하천이 흐르고 있다. 특히 가라스강은 유역의 대부분을 관할한다. 해안에서 100km 이상 떨어진 내륙에 위치하지만 중심 시가지의 고도는 97.1m로 낮다. 또 북부와 서부에는 고도 1,000m 이상의 지점도 존재하고 아사마카쿠시산에 있는 히가시아가쓰마정 및 나가노하라정과의 경계는 고도 1,690m로 가라강 하천 부지의 고도 60m와 높이 차이가 1,630m나 난다.

### 인접한 자치체

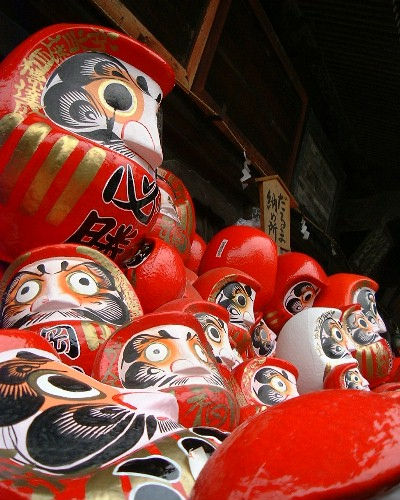
다루마지의 다루마 인형

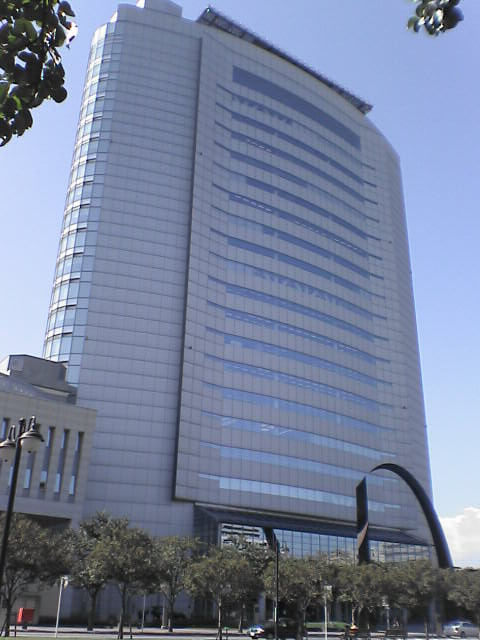
다카사키시청

- 군마현
  - 기타군마군
    - 신토촌

  - 간라군
    - 간라정

  - 마에바시시
  - 사와군
    - 다마무라정

  - 시부카와시
  - 아가쓰마군
    - 나가노하라정
    - 히가시아가쓰마정

  - 안나카시
  - 후지오카시
- 사이타마현
  - 고다마군
    - 가미사토정
- 나가노현
  - 기타사쿠군
    - 가루이자와정

## 역사
- 1598년 - 이이 나오마사에 의해 다카사키성이 축성되었다.
- 1871년 - 폐번치현으로 군마현의 현청 소재지가 되었다.
- 1872년 6월 15일 - 군마현청이 다카사키에서 마에바시로 이전하였다.
- 1873년 6월 15일 - 이루마현과 군마현이 합병해 구마가야현이 되었다. 현청은 구마가이에 놓였다.
- 1876년 - 다시 군마현이 되었고 현청도 다카사키에 재설치되었다.
- 1881년 - 현청이 마에바시로 이전하였다.
- 1884년 5월 1일 - 다카사키선 다카사키역이 개업하였다.
- 1889년 4월 1일 - 정으로 승격해 다카사키정이 되었다.
- 1897년 9월 10일 - 조신 전철 조신선이 개업하였다.
- 1900년 4월 1일 - 시로 승격해 다카사키시가 되었다.
- 1963년 3월 31일 - 군마군 구라가노정을 편입하였다.
- 1980년 7월 17일 - 간에쓰 자동차도 다카사키 IC가 개통하였다.
- 1982년 11월 15일 - 조에쓰 신칸센 다카사키역이 개업하였다.
- 1997년 10월 1일 - 나가노 신칸센이 개업하였다.
- 2001년 3월 31일 - 기타칸토 자동차도의 다카사키 JCT ~ 이세사키 IC 구간이 개통하였다.
- 2001년 4월 1일 - 특례시가 되었다.
- 2006년 1월 23일 - 군마군 구라부치촌, 미사토정, 군마정, 다노군 신정을 편입하였다.
- 2006년 10월 1일 - 군마군 하루나정을 편입하였다.
- 2009년 6월 1일 - 다노군 요시이정을 편입하였다.

## 교통

### 도로
- 국도 제17호선
- 국도 제18호선
- 국도 제354호선
- 국도 제406호선

### 철도
- 동일본 여객철도
  - 다카사키선
  - 신에쓰 본선
  - 조에쓰선
  - 조에쓰 신칸센
  - 하치코선
  - 호쿠리쿠 신칸센
- 조신 전철
  - 조신선

## 문화
1987년부터 매년 3~4월에 다카사키 영화제가 열리고 있다.

## 인구
|                                                | |
| 다카사키시의 전국의 연령별 인구 분포（2005년） | 다카사키시의 연령·남녀별 인구 분포（2005년）                                                                              |
| ■자주색 ― 다카사키시 ■녹색 ― 일본전국          | ■파랑색 ― 남자 ■빨간색 ― 여자                                                                                             |
| · 다카사키시（에 해당되는 지역）의 인구추이    | |
| 일본 총무성 통계국 국세조사 결과               | |
|                                                | 이 그래프는 더 이상 지원되지 않는 레거시 그래프 확장 기능을 사용하고 있습니다. 새로운 차트 확장 기능으로 변환해야 합니다. |

2015년도 인구조사에 따르면 다카사키시에 상주하는 취업자는 177,776명이며, 그 중 시내에서 근무하는 사람이 122,075명이다. 타 시구정촌으로의 15세 이상 취업처는 1위 마에바시시 19,170명, 2위 후지오카시 5,595명, 3위 야스나카시 3,791명, 4위 토미오카시 3,285명, 5위 도쿄도 특별구부 3,128명이다. 도도부현별로는 군마현 내 타 시정촌에서 취업하는 사람이 43,198명, 타 현으로의 통근자 수는 1위 사이타마현 33,648명, 2위 도쿄도 33,365명, 3위 도치기현 303명, 4위 가나가와현 266명, 5위 나가노현 265명이다. 또 2005년도 인구조사에 따르면 합병 전 구 시내에 상주하는 취업자가 117,683명으로 그 중 시내에서 근무하는 사람이 82,146명이었다. 타 시구정촌으로의 취업처는 1위 마에바시시 11,171명, 2위 후지오카시 2,792명, 3위 도쿄도 특별구부 2,346명, 4위 군마정 2,157명, 5위 야스나카시 1,988명이었다. 도도부현별로는 현내 타시정촌에서 취업하는 사람이 2,9888명이었다. 다른 현으로의 통근자수는 1위 도쿄도 2,452명, 2위 사이타마현 2,390명, 3위 나가노현 172명, 4위 도치기현 162명, 5위 가나가와현 154명이었다.

## 기후
| 다카사키시 가미사토의 기후                                   | 다카사키시 가미사토의 기후 | 다카사키시 가미사토의 기후 | 다카사키시 가미사토의 기후 | 다카사키시 가미사토의 기후 | 다카사키시 가미사토의 기후 | 다카사키시 가미사토의 기후 | 다카사키시 가미사토의 기후 | 다카사키시 가미사토의 기후 | 다카사키시 가미사토의 기후 | 다카사키시 가미사토의 기후 | 다카사키시 가미사토의 기후 | 다카사키시 가미사토의 기후 | 다카사키시 가미사토의 기후 |
| 월                                                           | 1월                        | 2월                        | 3월                        | 4월                        | 5월                        | 6월                        | 7월                        | 8월                        | 9월                        | 10월                       | 11월                       | 12월                       | 연간                       |
| ------------------------------------------------------------ | -------------------------- | -------------------------- | -------------------------- | -------------------------- | -------------------------- | -------------------------- | -------------------------- | -------------------------- | -------------------------- | -------------------------- | -------------------------- | -------------------------- | -------------------------- |
| 역대 최고 기온 °C (°F)                                       | 20.1 (68.2)                | 24.1 (75.4)                | 27.9 (82.2)                | 32.0 (89.6)                | 35.6 (96.1)                | 39.0 (102.2)               | 40.3 (104.5)               | 38.9 (102.0)               | 38.8 (101.8)               | 32.1 (89.8)                | 26.4 (79.5)                | 24.0 (75.2)                | 40.3 (104.5)               |
| 일평균 최고 기온 °C (°F)                                     | 9.3 (48.7)                 | 10.2 (50.4)                | 13.8 (56.8)                | 19.2 (66.6)                | 24.0 (75.2)                | 26.5 (79.7)                | 30.0 (86.0)                | 31.2 (88.2)                | 27.0 (80.6)                | 21.7 (71.1)                | 16.5 (61.7)                | 11.6 (52.9)                | 20.1 (68.2)                |
| 일일 평균 기온 °C (°F)                                       | 2.6 (36.7)                 | 3.5 (38.3)                 | 7.0 (44.6)                 | 12.6 (54.7)                | 17.6 (63.7)                | 21.2 (70.2)                | 24.9 (76.8)                | 25.8 (78.4)                | 21.8 (71.2)                | 16.0 (60.8)                | 10.0 (50.0)                | 4.9 (40.8)                 | 14.0 (57.2)                |
| 일평균 최저 기온 °C (°F)                                     | −2.8 (27.0)                | −2.2 (28.0)                | 0.9 (33.6)                 | 6.3 (43.3)                 | 11.8 (53.2)                | 16.7 (62.1)                | 20.8 (69.4)                | 21.7 (71.1)                | 17.9 (64.2)                | 11.5 (52.7)                | 4.9 (40.8)                 | −0.4 (31.3)                | 8.9 (48.1)                 |
| 역대 최저 기온 °C (°F)                                       | −9.0 (15.8)                | −9.3 (15.3)                | −7.1 (19.2)                | −3.4 (25.9)                | 0.9 (33.6)                 | 6.8 (44.2)                 | 13.8 (56.8)                | 12.9 (55.2)                | 7.0 (44.6)                 | 1.0 (33.8)                 | −2.9 (26.8)                | −7.6 (18.3)                | −9.3 (15.3)                |
| 평균 강수량 mm (인치)                                        | 29.1 (1.15)                | 26.8 (1.06)                | 61.0 (2.40)                | 78.9 (3.11)                | 112.2 (4.42)               | 173.1 (6.81)               | 221.4 (8.72)               | 221.6 (8.72)               | 214.2 (8.43)               | 147.7 (5.81)               | 45.4 (1.79)                | 23.6 (0.93)                | 1,354.9 (53.34)            |
| 평균 강수일수 (≥ 1.0 mm)                                     | 3.5                        | 4.1                        | 8.0                        | 8.8                        | 10.4                       | 14.2                       | 16.0                       | 14.4                       | 13.2                       | 10.1                       | 5.8                        | 3.9                        | 112.4                      |
| 평균 월간 일조시간                                           | 208.1                      | 200.3                      | 207.6                      | 206.4                      | 202.7                      | 140.7                      | 154.2                      | 178.3                      | 137.4                      | 154.4                      | 179.4                      | 193.6                      | 2,163.1                    |
| 출처: 일본 기상청 (평년값: 1991년~2020년, 극값: 1977년~현재) |                            |                            |                            |                            |                            |                            |                            |                            |                            |                            |                            |                            |                            |

## 자매 도시
- 일본 도쿄도 히가시쿠루메시
- 중화인민공화국 허베이성 청더시
- 체코 플젠
- 브라질 산투안드레
- 미국 배틀크리크

## 주요 인물
- 나카소네 야스히로
- 후쿠다 다케오
- 후쿠다 야스오